# 元珍
元珍（468年—514年6月29日），字金雀，河南郡洛阳县（今河南省洛阳市东）人，追尊魏平文帝拓跋郁律六世孙，辅国将军、幽州刺史、松兹公拓跋平之子，北魏宗室、官员。

## 生平
元珍身高九尺三寸，特别擅长射箭骑马，在太和年间被选入担任武骑侍郎，转任直阁将军。魏孝文帝元宏南征时，元珍跟随攻打南阳，升任冠军将军。景明元年（500年），魏宣武帝元恪即位，元珍转任武卫将军，当时扬州骚动，将要叛变到南齐，元珍屯兵淮浦，与陈伯之对抗，陈伯之战败，寿春得以保存，元珍因功被赐爵晋阳男，升任平东将军。正始年间，元珍转任卫尉卿、兼任左卫将军，加散骑常侍、光祿勳，又加侍中。元珍曲意侍奉高肇，于是为魏宣武帝宠信亲近。永平元年，高肇命令元珍诬告彭城王元勰北和京兆王元愉勾结，南面召集蛮人贼寇。永平元年九月戊戌（508年10月27日），元勰被召入宫中，晚上，元珍带着毒酒前来，元勰说：“我忠于朝廷，犯了什么罪要被杀！希望见至尊一面，死也没有遗憾。”元珍说：“至尊怎么能再次见到！王仅仅饮酒就是。”元勰说：“至尊圣明，不应该无缘无故杀我，请求与告发我罪状的人当面分辨曲直。”元珍部下勇士将元勰杀害。延昌二年（513年），元珍升任尚书左仆射，延昌三年岁次甲午五月戊申朔廿二日己巳（514年6月29日），元珍在洛阳笃恭里去世，虚岁四十七，朝廷追赠侍中、使持节、骠骑大将军、冀州刺史，当年十一月丙午朔四日己酉（514年12月6日）葬于河南东垣的长陵。

## 家庭

### 六世祖
- 拓跋郁律，魏平文帝[9]

### 祖父
- 拓跋乙斤，北魏征南将军、肆州刺史、襄阳公[9]

### 父亲
- 拓跋平，北魏辅国将军、幽州刺史、松兹公[9]

### 兄弟
- 元苌，北魏使持节、散骑常侍、都督关西诸军事、安西将军、雍州刺史、松滋成侯

### 儿子
- 元孟辉，北魏给事中、晋阳男[10]